# Porta Portuensis
De Porta Portuensis was een stadspoort in de Aureliaanse Muur in Rome.

## De Poort
De Porta Portuensis was de meest zuidelijke van de drie stadspoorten op de westelijke oever van de Tiber. Hier begon de Via Portuensis die Rome verbond met de havenstad Portus. De poort stond vlak bij de oever van de Tiber.
De Porta Portuensis was een van de vier hoofdpoorten van de Aureliaanse Muur. Vanwege het drukke verkeer dat van de stad naar de haven Portus liep, was de poort met een dubbele doorgang gebouwd. De poort werd geflankeerd door twee halfronde torens. In hoeverre de poort is aangepast tijdens de grote werken van Honorius aan de Aureliaanse Muur (401-402) is niet duidelijk. Wel is op oude afbeeldingen zichtbaar dat een van beide doorgangen was dichtgemaakt, zodat de poort beter te verdedigen was.

## De nieuwe stadsmuur
Paus Urbanus VIII liet in de eerste helft van de 17e eeuw een nieuwe stadsmuur bouwen op de Janiculum. De Aureliaanse Muur was in dit deel van de stad in een slechte staat geraakt en bood geen goede bescherming meer voor de wijk Trastevere. Bovendien viel maar een klein deel van de stad op de rechteroever binnen de ommuring. De Muur van Urbanus VIII volgde een andere route dan de Aureliaanse Muur, en omsloot het hele gebied tussen het Vaticaan en Trastevere. De oude Porta Portuensis werd in 1643 afgebroken en een nieuwe poort werd ongeveer 500 meter noordelijker op dezelfde weg in de nieuwe muur gebouwd. Dit is de nog steeds bestaande Porta Porteze.

## Referentie
- LacusCurtius S. Platner, A Topographical Dictionary of Ancient Rome, Londen 1929. Art.

Porta Flaminia · Porta Pinciana · Porta Salaria · Porta Nomentana · Porta Clausa · Porta Tiburtina · Porta Praenestina · Porta Asinaria · Porta Metrovia · Porta Latina · Porta Appia · Porta Ardeatina · Porta Ostiensis · Porta Portuensis · Porta Aurelia · Porta Septimiana